# NGC 7758
NGC 7758 is een elliptisch sterrenstelsel in het sterrenbeeld Waterman. Het hemelobject werd in 1886 ontdekt door de Amerikaanse astronoom Frank Muller.

## Synoniemen
- ESO 606-10
- NPM1G -22.0413
- PGC 72497